# Roclincourt
Roclincourt est une commune française située dans le département du Pas-de-Calais en région Hauts-de-France. Ses habitants sont appelés les Roclincourtois. La commune est membre de la communauté urbaine d'Arras.

## Géographie

### Localisation
Localisée dans le sud-est du département du Pas-de-Calais, Roclincourt est une commune située, à vol d'oiseau, à 4 km au nord de la commune d'Arras (aire d'attraction, chef-lieu d'arrondissement et préfecture du Pas-de-Calais).
Le territoire de la commune est limitrophe de ceux de sept communes.
Les communes limitrophes sont Thélus, Bailleul-Sir-Berthoult, Écurie, Neuville-Saint-Vaast, Sainte-Catherine, Saint-Laurent-Blangy et Saint-Nicolas.

### Géologie et relief
La superficie de la commune est de 5,93 km2 ; son altitude varie de 68  à   111 mètres.

### Hydrographie
La commune, située dans le bassin Artois-Picardie, n'est, selon le Service d'administration nationale des données et référentiels sur l'eau (Sandre), drainée par  aucun cours d'eau,.

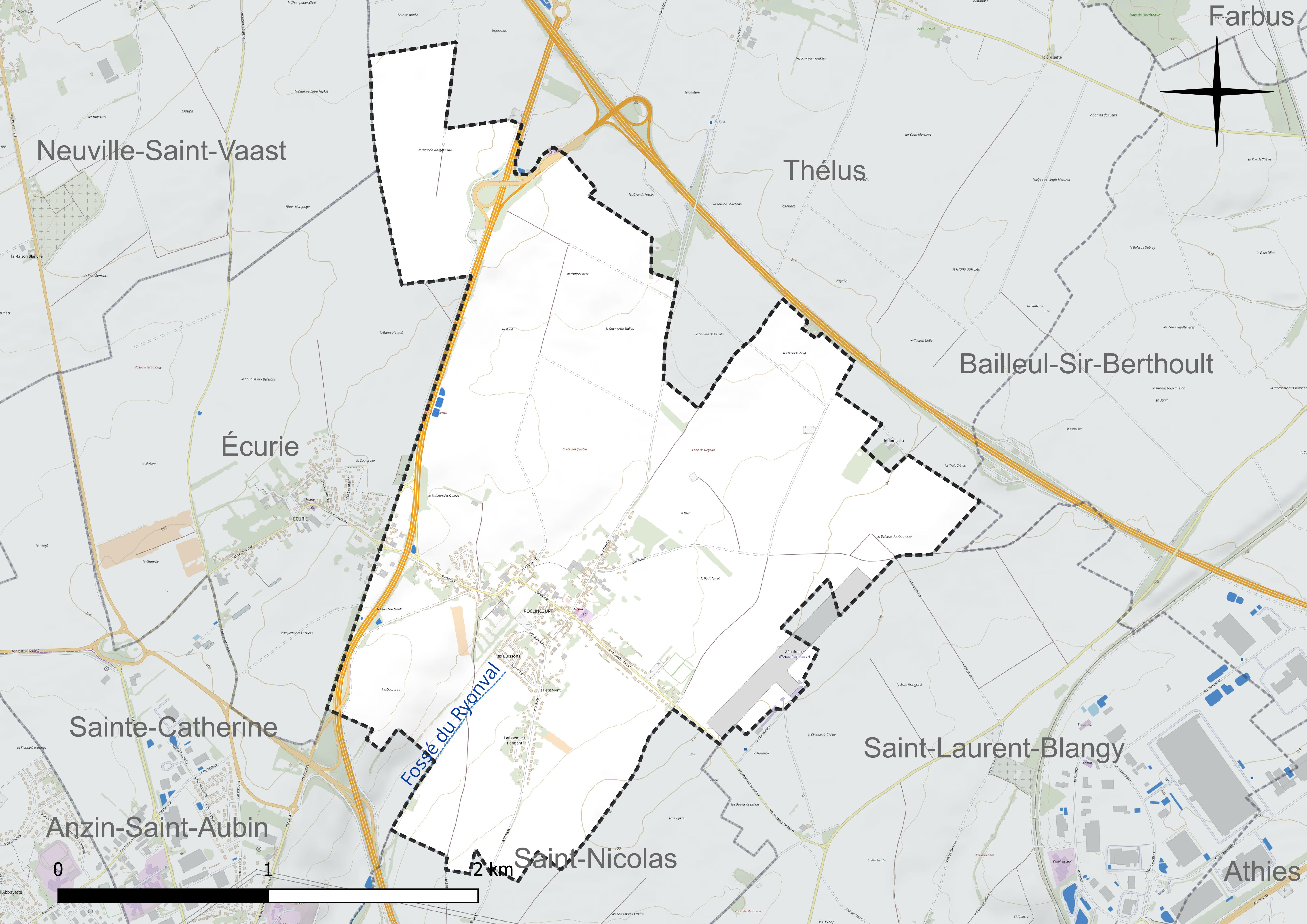
Réseau hydrographique de Roclincourt.

### Climat
Pour des articles plus généraux, voir Climat des Hauts-de-France et Climat du Nord-Pas-de-Calais.
En 2010, le climat de la commune est de type climat océanique dégradé des plaines du Centre et du Nord, selon une étude du Centre national de la recherche scientifique (CNRS) s'appuyant sur une série de données couvrant la période 1971-2000. En 2020, Météo-France publie une typologie des climats de la France métropolitaine dans laquelle la commune est exposée à un climat océanique et est dans la région climatique Nord-est du bassin Parisien, caractérisée par un ensoleillement médiocre, une pluviométrie moyenne régulièrement répartie au cours de l'année et un hiver froid (3 °C).
Pour la période 1971-2000, la température annuelle moyenne est de 10,3 °C, avec une amplitude thermique annuelle de 14,2 °C. Le cumul annuel moyen de précipitations est de 730 mm, avec 12,4 jours de précipitations en janvier et 9,1 jours en juillet. Pour la période 1991-2020, la température moyenne annuelle observée sur la station météorologique la plus proche, située sur la commune de Wancourt à 10 km à vol d'oiseau, est de 10,8 °C et le cumul annuel moyen de précipitations est de 711,4 mm,. Pour l'avenir, les paramètres climatiques de la commune estimés pour 2050 selon différents scénarios d'émission de gaz à effet de serre sont consultables sur un site dédié publié par Météo-France en novembre 2022.

### Milieux naturels et biodiversité
L’Inventaire national du patrimoine naturel (INPN) recense plusieurs espèces faunistiques et floristiques sur le territoire de la commune dont certaines sont protégées et d’autres menacées et quasi-menacées.

## Urbanisme

### Typologie
Au 1er janvier 2024, Roclincourt est catégorisée ceinture urbaine, selon la nouvelle grille communale de densité à sept niveaux définie par l'Insee en 2022.
Elle est située hors unité urbaine. Par ailleurs la commune fait partie de l'aire d'attraction d'Arras, dont elle est une commune de la couronne,. Cette aire, qui regroupe 163 communes, est catégorisée dans les aires de 50 000 à moins de 200 000 habitants,.

### Occupation des sols
L'occupation des sols de la commune, telle qu'elle ressort de la base de données européenne d'occupation biophysique des sols Corine Land Cover (CLC), est marquée par l'importance des territoires agricoles (89,9 % en 2018), en diminution par rapport à 1990 (90,9 %). La répartition détaillée en 2018 est la suivante : 
terres arables (89,9 %), zones urbanisées (10,1 %). L'évolution de l'occupation des sols de la commune et de ses infrastructures peut être observée sur les différentes représentations cartographiques du territoire : la carte de Cassini (XVIIIe siècle), la carte d'état-major (1820-1866) et les cartes ou photos aériennes de l'IGN pour la période actuelle (1950 à aujourd'hui).

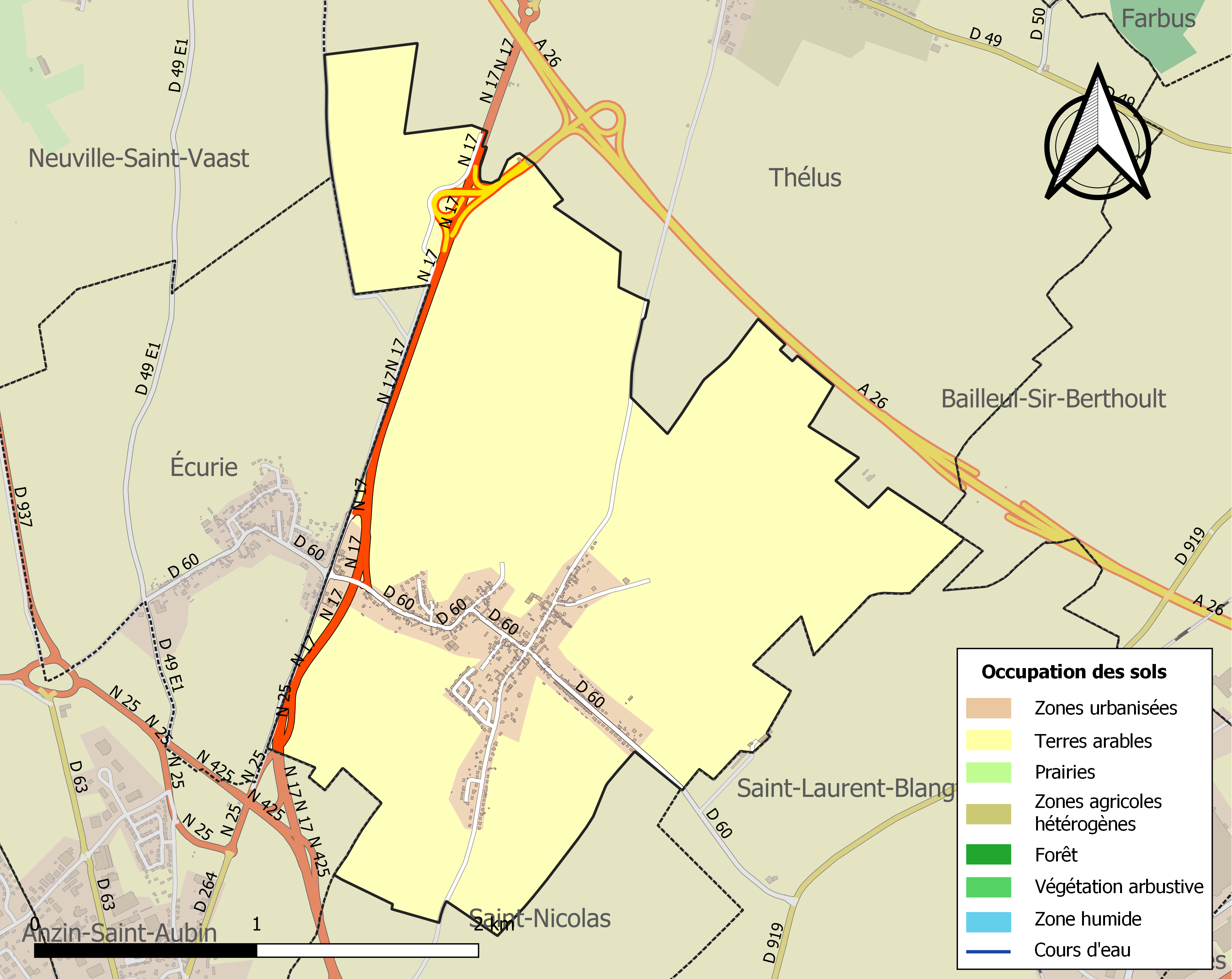
Carte des infrastructures et de l'occupation des sols de la commune en 2018 (CLC).

## Toponymie
Le nom de la localité est attesté sous les formes Roclencurt en 1024 ; Rokelancurtis en 1074 ; Rochesaincurtis vers 1154 ; Rokelincurt de 1154 à 1159 ; Rochelencurt en 1156 ; Rochelincourt en 1167 ; Rochelencourt en 1167 ; Rochelincurt en 1167 ; Rokelaincur en 1171 ; Rocleincourt en 1273 ; Rokelaincourt en 1286 ; Rokelaincort en 1287 ; Roclaincort au XIIIe siècle ; Roquellaincourt en 1329 ; Roquelaincourt au XIVe siècle ; Roquellancourt au XVe siècle ; Roclaincourt en 1330 ; Rocquelincourt en 1626 ; Roelancourte en 1691 ; Roelancourt en 1720 ; Roclaincourt en 1793 ; Roëlincourt et Roclincourt depuis 1801.
D'après Maurits Gysseling, il s'agit de Hrūkkilani curtis, la ferme de Hrūkkilan, nom d'homme germanique.

## Histoire
D'après l'historien français Auguste de Loisne : « Roclincourt, en 1789, faisait partie de la gouvernance d'Arras et suit la coutume d’Artois. Son église, diocèse d'Arras, doyenné d'Hénin-Liétard, district d'Arleux-en-Gohelle, secours d’Écurie, était consacrée à saint Brice. Ancienne maladrerie, la maladrie de Roquellaincourt, fondée au XIIIe siècle dans cette commune. »

### Première Guerre mondiale
Pendant la Première Guerre mondiale, Roclincourt est à proximité immédiate du front de l'Artois.
Le président du conseil, Georges Clemenceau, visite Béthune, Souchez, Ablain-Saint-Nazaire, Vimy et Roclincourt, communes non tenues par les Allemands, le 25 février 1918.
La commune est complètement détruite après plusieurs mois de bombardements.
La commune est décorée de la croix de guerre 1914-1918 par décret du 23 septembre 1920, distinction également attribuée à 276 autres communes du Pas-de-Calais.

## Politique et administration

### Découpage territorial
La commune se trouve dans l'arrondissement d'Arras du département du Pas-de-Calais.

#### Commune et intercommunalités
La commune est membre de la communauté urbaine d'Arras qui regroupe 46 communes et totalise 109 776 habitants en 2021.

#### Circonscriptions administratives
La commune est rattachée au canton d'Arras-1.

#### Circonscriptions électorales
Pour l'élection des députés, la commune fait partie de la deuxième circonscription du Pas-de-Calais.

### Élections municipales et communautaires

#### Liste des maires
| Période                                  | Période                    | Identité               | Étiquette | Qualité                                                                               |
| ---------------------------------------- | -------------------------- | ---------------------- | --------- | ------------------------------------------------------------------------------------- |
| Les données manquantes sont à compléter. |                            |                        |           |                                                                                       |
| 1953                                     | 1959                       | Francois Caron         |           |                                                                                       |
| 1959                                     | 1967                       | Paul Legland           |           |                                                                                       |
| 1967                                     | 1977                       | Raymond Riquart        |           |                                                                                       |
| 1977                                     | 1989                       | Serge Chiroux          |           |                                                                                       |
| 1989                                     | 1995                       | Michel Duez            |           |                                                                                       |
| 1995                                     | 2008                       | Michel Godart          |           |                                                                                       |
| mars 2008                                | 2020                       | Marie-Françoise Montel |           | Directrice d'établissements médico-sociaux retraitée Réélue pour le mandat 2014-2020, |
| 3 juillet 2020                           | En cours (au 4 avril 2022) | Thierry Moulin         |           | Ancienne profession intermédiaire,                                                    |

### Jumelages
La commune est jumelée avec :
| Ville | Ville       | Pays | Pays   | Période     |
| ----- | ----------- | ---- | ------ | ----------- |
|       | Montesquiou |      | France | depuis 1999 |

## Population et société

### Démographie
Les habitants sont appelés les Roclincourtois.

#### Évolution démographique
L'évolution du nombre d'habitants est connue à travers les recensements de la population effectués dans la commune depuis 1793. Pour les communes de moins de 10 000 habitants, une enquête de recensement portant sur toute la population est réalisée tous les cinq ans, les populations de référence des années intermédiaires étant quant à elles estimées par interpolation ou extrapolation. Pour la commune, le premier recensement exhaustif entrant dans le cadre du nouveau dispositif a été réalisé en 2008.

En 2022, la commune comptait 786 habitants, en évolution de +1,95 % par rapport à 2016 (Pas-de-Calais : −0,72 %, France hors Mayotte : +2,11 %).
| 1793 | 1800 | 1806 | 1821 | 1831 | 1836 | 1841 | 1846 | 1851 |
| ---- | ---- | ---- | ---- | ---- | ---- | ---- | ---- | ---- |
| 314  | 325  | 390  | 442  | 551  | 524  | 533  | 544  | 546  |

| 1856 | 1861 | 1866 | 1872 | 1876 | 1881 | 1886 | 1891 | 1896 |
| ---- | ---- | ---- | ---- | ---- | ---- | ---- | ---- | ---- |
| 552  | 548  | 607  | 623  | 607  | 595  | 620  | 645  | 613  |

| 1901 | 1906 | 1911 | 1921 | 1926 | 1931 | 1936 | 1946 | 1954 |
| ---- | ---- | ---- | ---- | ---- | ---- | ---- | ---- | ---- |
| 599  | 537  | 503  | 364  | 368  | 391  | 392  | 410  | 399  |

| 1962 | 1968 | 1975 | 1982 | 1990 | 1999 | 2006 | 2008 | 2013 |
| ---- | ---- | ---- | ---- | ---- | ---- | ---- | ---- | ---- |
| 388  | 494  | 652  | 633  | 721  | 748  | 780  | 789  | 777  |

| 2018 | 2022 | - | - | - | - | - | - | - |
| ---- | ---- | - | - | - | - | - | - | - |
| 792  | 786  | - | - | - | - | - | - | - |

#### Pyramide des âges
En 2018, le taux de personnes d'un âge inférieur à 30 ans s'élève à 28,1 %, soit en dessous de la moyenne départementale (36,7 %). À l'inverse, le taux de personnes d'âge supérieur à 60 ans est de 28,1 % la même année, alors qu'il est de 24,9 % au niveau départemental.
En 2018, la commune comptait 386 hommes pour 406 femmes, soit un taux de 51,26 % de femmes, légèrement inférieur au taux départemental (51,50 %).
Les pyramides des âges de la commune et du département s'établissent comme suit.
| Hommes | Classe d’âge | Femmes |
| ------ | ------------ | ------ |
| 0,5    | 90 ou +      | 1,0    |
| 8,8    | 75-89 ans    | 8,6    |
| 15,3   | 60-74 ans    | 21,7   |
| 25,1   | 45-59 ans    | 23,4   |
| 19,9   | 30-44 ans    | 19,2   |
| 13,7   | 15-29 ans    | 11,6   |
| 16,6   | 0-14 ans     | 14,5   |

| Hommes | Classe d’âge | Femmes |
| ------ | ------------ | ------ |
| 0,5    | 90 ou +      | 1,6    |
| 5,6    | 75-89 ans    | 8,9    |
| 16,7   | 60-74 ans    | 18,1   |
| 20,2   | 45-59 ans    | 19,2   |
| 18,9   | 30-44 ans    | 18,1   |
| 18,2   | 15-29 ans    | 16,2   |
| 19,9   | 0-14 ans     | 17,9   |

### Manifestations culturelles et festivités

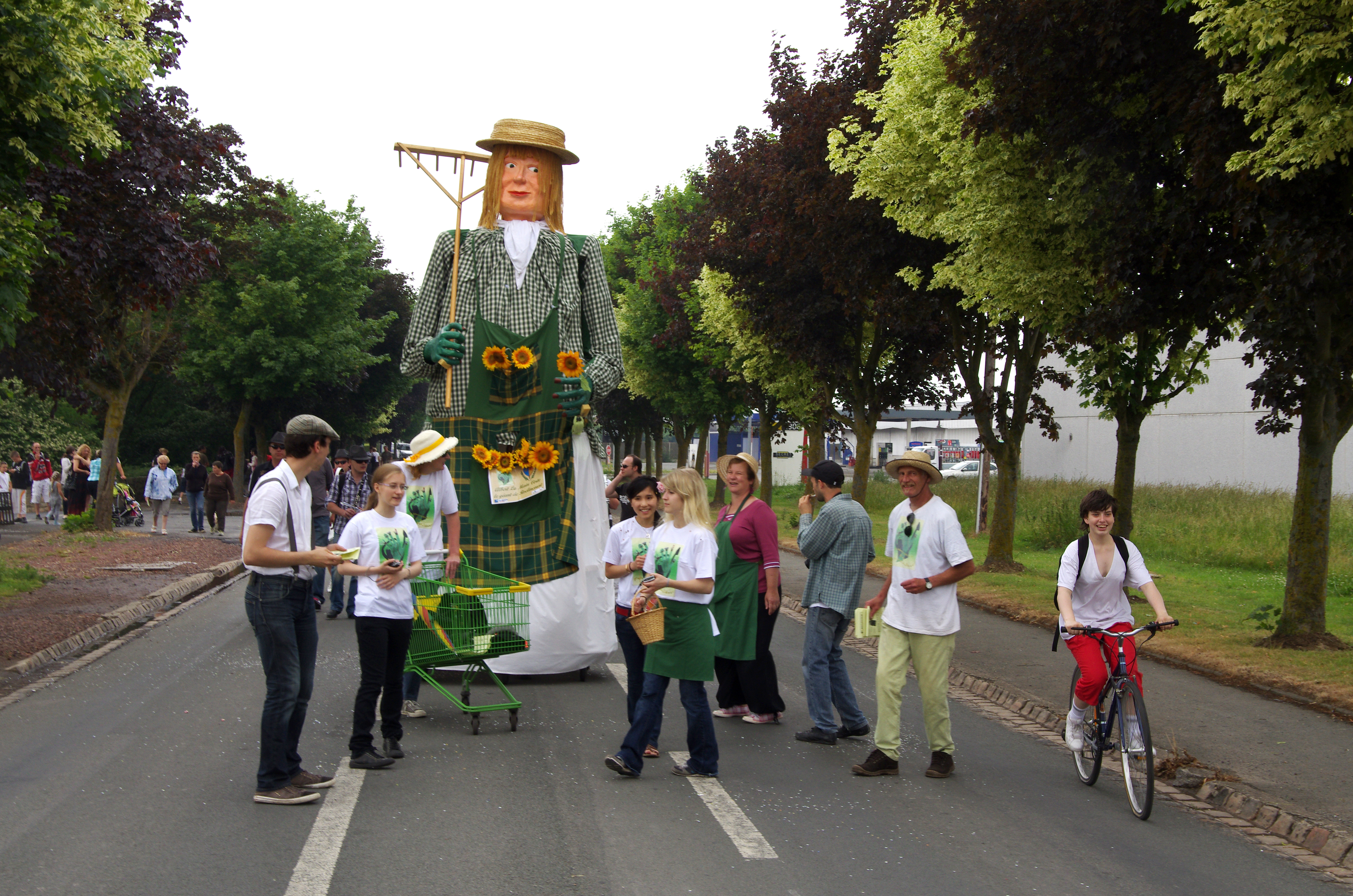
Albert la main verte, lors de sa prestation à Sainte-Catherine-lès-Arras, en juin 2011.

- Albert la main verte, géant de création récente (2008)[34],[35], fut baptisé officiellement en juin 2011[36].

## Économie
Sur le territoire de la commune, se trouve l'aérodrome d'Arras - Roclincourt. Il est géré par la Chambre de commerce et d'industrie d'Arras.

## Culture locale et patrimoine

### Lieux et monuments
- L'église Saint-Brice.

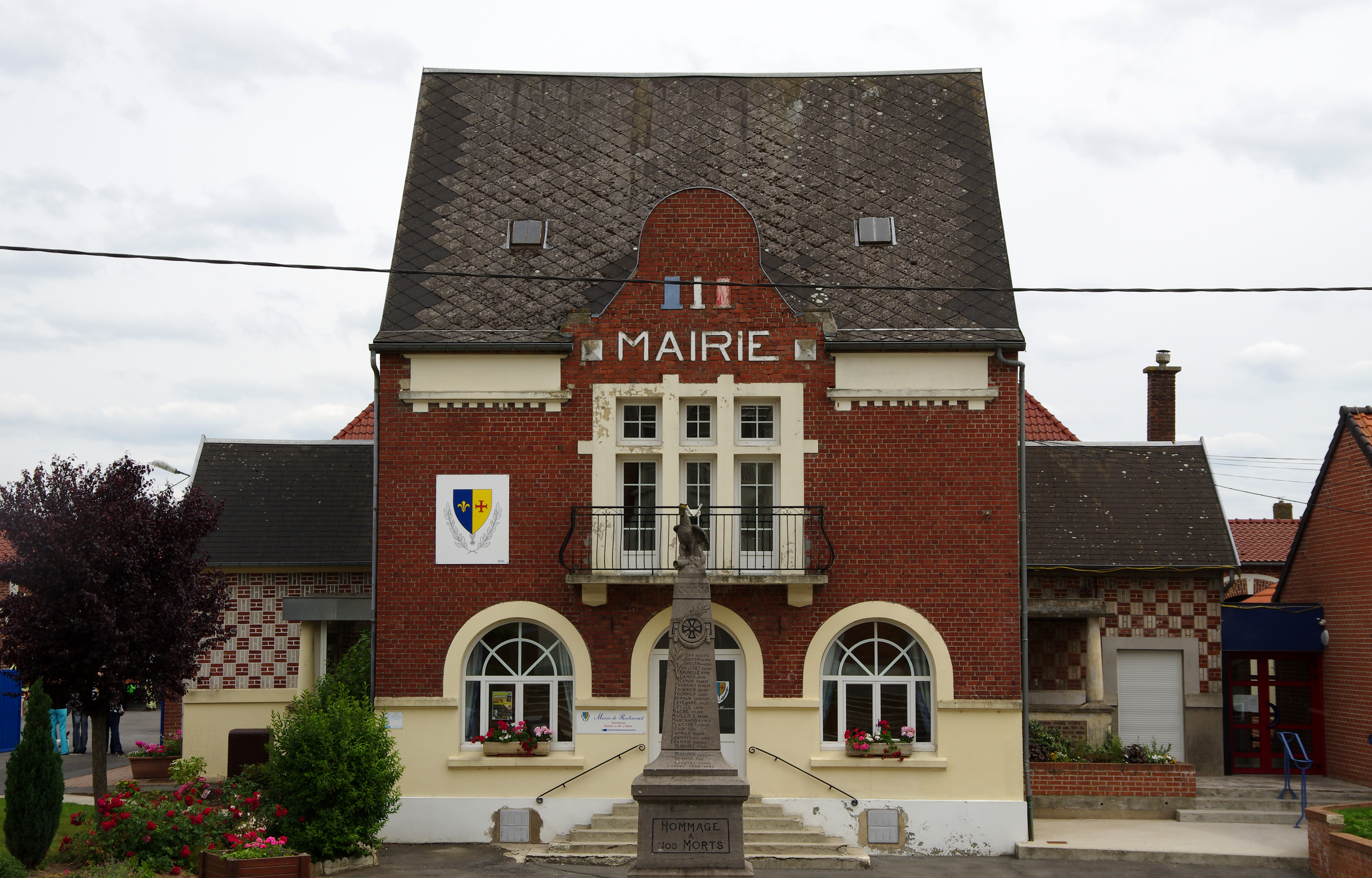
Le monument aux morts.

- Le monument aux morts, surmonté du coq gaulois[37].
- Le monument commémorant les morts des 88e et 288e régiment d'infanterie, œuvre du sculpteur Paul Silvestre et de l'architecte Jean Lacoste. Le monument est inauguré en 1953[37].
- La stèle à la mémoire du 3e bis régiment de Zouaves[37].
- Les quatre cimetières militaires britanniques :
  - le Roclincourt Military Cemetery,
  - le Roclincourt Valley Cemetery,
  - le Arras Road Cemetery,
  - le Highland Cemetery (Roclincourt).

### Personnalités liées à la commune
- François Clément Ternaux (1882-1938), maire et député de Charenton-le-Pont (Val-de-Marne, né à Roclincourt.

## Pour approfondir

#### Bases de données, dictionnaires et encyclopédies
- Ressources relatives à la géographie :   - Insee (communes)
  - Ldh/EHESS/Cassini
- Ressource relative à plusieurs domaines :   - Annuaire du service public français
- Notices d'autorité :   - VIAF
  - BnF (données)